# 喬奇水珍魚
喬奇水珍魚，為輻鰭魚綱水珍魚目水珍魚科的其中一種，為深海魚類，分布於中西大西洋的加勒比海海域，水深220-457公尺，體長可達14.6公分，棲息在沙泥底質底層水域，生活習性不明。

## 扩展阅读
維基物種上的相關：喬奇水珍魚